# Teatro Vivo
Teatro Vivo foi uma coleção lançada pela editora Abril Cultural (atualmente Nova Cultural) entre os anos de 1976 e 1977. Contava com uma capa dura vermelha com letras douradas e formato 12 x 18 cm, abrigando títulos do cânone da história do teatro como Sofocles, Moliére e Shakespeare, por exemplo. A coleção foi dirigida por Sábato Magaldi e possui 36 volumes. Atualmente pode ser encontrada em sebos e afins.

## Volumes
1. Introdução e História
2. Quem Tem Medo de Virginia Woolf? - (de Edward Albee)
3. Hamlet - (de William Shakespeare)
4. Esperando Godot - (de Samuel Beckett)
5. Édipo Rei - (de Sófocles)
6. Casa de Bonecas - (de Henrik Ibsen)
7. Pequenos Burgueses - (de Máximo Gorki)
8. Cyrano de Bergerac - (de Edmond Rostand)
9. Um Bonde Chamado Desejo - (de Tennessee Williams)
10. A Vida de Galileu - (de Bertolt Brecht)
11. Marat/Sade - (de Peter Weiss)
12. A Dança da Morte - (de August Strindberg)
13. Estado de Sítio - (de Albert Camus)
14. Longa Jornada Noite Adentro - (de Eugene O'Neill)
15. A Profissão da Senhora Warren - (de Bernard Shaw)
16. O Inspetor Geral - (de Nikolai Gogol)
17. Fausto - (de Goethe)
18. A Visita da Velha Senhora - (de Friedrich Dürrenmatt)
19. Bodas de Sangue - (de Federico Garcia Lorca)
20. Nossa Cidade - (de Thornton Wilder)
21. Maria Stuart - (de Friedrich Schiller)
22. Lisístrata / As Nuvens - (de Aristófanes)
23. O Rinoceronte - (de Eugène Ionesco)
24. Volta ao Lar - (de Harold Pinter)
25. Tartufo - (de Molière)
26. As Três Irmãs - (de Anton Tchekov)
27. O Rei da Vela - (de Oswald de Andrade)
28. A Mandrágora - (de Nicolau Maquiavel)
29. A Morte do Caixeiro Viajante - (de Arthur Miller)
30. Medeia / As Bacantes - (de Eurípides)
31. Arlequim, Servidor de Dois Amos - (de Carlo Goldoni)
32. O Arquiteto e o Imperador da Assíria - (de Fernando Arrabal)
33. O Balcão - (de Jean Genet)
34. Entre Quatro Paredes - (de Jean-Paul Sartre)
35. Seis Personagens à Procura de um Autor - (de Luigi Pirandello)
36. Vestido de Noiva - (de Nelson Rodrigues)